# Luftwaffe
Luftwaffe – oficjalna nazwa sił powietrznych III Rzeszy i Republiki Federalnej Niemiec.
Jej zadaniem jest prowadzenie walki powietrznej, bombardowanie sił nieprzyjaciela oraz prowadzenie desantu powietrznego i rozpoznania lotniczego.
W czasie II wojny światowej w skład Luftwaffe wchodziły także: lądowa obrona przeciwlotnicza, tzw. dywizje polowe (Luftfelddivisionen), czyli oddziały lądowe, jak również naziemne służby wsparcia (łączność, obsługa techniczna, służba zdrowia, kwatermistrzostwo).

## Historia

### I wojna światowa
Poprzedniczką Luftwaffe były Fliegertruppen (Fliegertruppen des deutschen Kaiserreiches) utworzone 1 października 1913 roku, później Luftstreitkräfte. Po zakończeniu I wojny światowej zostały rozwiązane na mocy postanowień punktów 198-202 traktatu wersalskiego. Zabroniono Niemcom posiadania lotnictwa wojskowego, a cały posiadany sprzęt miał zostać przekazany aliantom. Punkt 202 traktatu wersalskiego wymienia następujące rodzaje sprzętu:
- kompletne samoloty i wodnosamoloty, jak również pozostające w produkcji, naprawach czy montażu;
- sterowce zdolne do lotu, jak również pozostające w produkcji, naprawach czy montażu;
- zakłady produkujące wodór;
- schrony sterowców oraz hangary i schrony pozostałych samolotów;
- silniki lotnicze;
- kadłuby samolotów i łodzi latających;
- uzbrojenie (działka, karabiny maszynowe, lekkie karabiny maszynowe, aparaturę do zrzutu bomb, aparaturę do zrzutu torped, wyposażenie synchronizujące karabiny maszynowe z obrotami śmigła, celowniki);
- amunicję (magazynki, pociski, bomby załadowane lub składowane osobno, składy materiałów wybuchowych oraz materiał do ich produkcji);
- wyposażenie stosowane na samolotach;
- radiostacje oraz aparaty fotograficzne i kamery stosowane na samolotach;
- podzespoły elementów wymienionych w powyższych punktach.

Na mocy punktu 201 traktatu wersalskiego w okresie 6 miesięcy po jego podpisaniu zakazano na terenie całych Niemiec produkcji lub importu samolotów, elementów samolotów, silników lotniczych oraz ich podzespołów. Ten punkt spowodował praktycznie kompletną likwidację lotnictwa niemieckiego, tak cywilnego, jak wojskowego.

### Republika Weimarska
Choć postanowienia traktatu wersalskiego zabraniały posiadania lotnictwa wojskowego, Reichswehra nie miała zamiaru ich przestrzegać. Władze wojskowe postanowiły zachować doświadczonych pilotów i wykorzystywać ich wiedzę do szkolenia kolejnych grup pilotów. Wykorzystywano do tego cywilne szkoły latania, jednak ta metoda miała podstawową wadę – pozwalała tylko na szkolenie na lekkich samolotach.
W styczniu 1923 oddziały belgijskie i francuskie zajęły resztę Nadrenii jako formę represji za niewypełnianie zobowiązań wynikających z traktatu wersalskiego. Akcja ta stanowiła dla Reichswehry impuls do rozwoju lotnictwa wojskowego oraz przemysłu lotniczego. Niemieckie zakłady lotnicze otrzymały polecenie rozwijania konstrukcji wojskowych w zagranicznych filiach swoich zakładów. W holenderskich zakładach Fokkera zamówiono 100 samolotów, w tym 50 nowych Fokkerów D.XIII. W tym samym czasie postanowiono rozwinąć szkolenie pilotów w bazach zagranicznych.
Ponieważ Republika Weimarska była izolowana na arenie międzynarodowej, nawiązała kontakt z innym izolowanym państwem – Rosją Radziecką. Po podpisaniu układu w Rapallo w 1922 uzyskano możliwość szkolenia lotników w bazach radzieckich oraz produkcji i testowania nowych typów samolotów. Od stycznia 1923 w Fili pod Moskwą działała filia zakładów Junkersa, w której budowano i doskonalono samoloty wojskowe.
Współpraca między oboma krajami układała się dobrze i wiosną 1924 rozpoczęto rozmowy na temat stworzenia niemieckiej szkoły lotniczej i centrum badawczego na terenie ZSRR. W czerwcu 1924 pułkownik w stanie spoczynku Hermann von der Lieth-Thomsen otworzył w Moskwie stałe przedstawicielstwo Reichswehry, zwane Zentral Moskau (Z.Mo.). W tym samym czasie do sił powietrznych ZSRR przybyła również „Grupa Fiebig”, składająca się z siedmiu instruktorów i doradców wojskowych.
Na potrzeby centrum badawczo-szkoleniowego wybrano nowe lotnisko w Lipiecku i 15 kwietnia 1925 podpisano porozumienie między naczelnikiem sił powietrznych ZSRR P.I. Baranowem, a przedstawicielem Sondergruppe R (komórki w Ministerstwie Reichswehry zajmującej się ZSRR), Hermannem von der Lieth-Thomsenem. Funkcjonowanie szkoły rozpoczęło się od jej rozbudowania. W ciągu trzech miesięcy zbudowano pomieszczenia szkoleniowe oraz warsztaty remontowe, a także postawiono dwa nieduże hangary. Szkoła została otwarta 15 lipca 1925.
Podstawowym typem samolotu szkoleniowego było 50 egzemplarzy myśliwców Fokker D.XIII, zakupionych w związku z zajęciem Zagłębia Ruhry przez Francuzów i Belgów. Maszyny te dostarczono ze Szczecina do Leningradu już 28 lipca 1925 drogą morską, na pokładzie parowca Edmund Hugo Stinnes 4. Oprócz tego na wyposażenie trafiło kilka samolotów rozpoznawczych Junkers Ju 21 (znanych również pod oznaczeniami T 21 oraz H 21), produkowanych od sierpnia 1923 w zakładach Junkersa w Fili pod Moskwą. Od 1926 roku zostały one zastąpione siedmioma samolotami Heinkel HD 17, mającymi lepsze osiągi. Heinkle z kolei zastąpiono kolejnymi wersjami samolotów Albatros: L 76 Aeolus (od 1927 roku), L.77v (4 egzemplarze używane od 1928 do grudnia 1929) i L.78 (13 maszyn używanych od 1929).
Instruktorzy byli obecni w Lipiecku w turach trwających 5-6 miesięcy. W okresie letnim personel szkoły liczył ponad 200 osób, z czego około 140 stanowili Niemcy. Zimą liczba ta zmniejszała się, Niemców było około 40 osób.
Początkowy budżet centrum wynosił 2 miliony reichsmarek, w 1929 osiągnął najwyższy poziom blisko 4 milionów RM. W 1932 centrum osiągnęło największe rozmiary, jego personel liczył 303 osoby. Niemieccy i radzieccy uczniowie to odpowiednio 43 i 26 osób, kolejne 234 to technicy i robotnicy. Podczas całego okresu istnienia w Lipiecku wyszkolono około 120 niemieckich pilotów myśliwskich i 100 obserwatorów plus sporą liczbę członków personelu technicznego. Oprócz tego wyszkolono liczną grupę radzieckich pilotów i mechaników lotniczych.
Oprócz działalności szkoleniowej centrum prowadziło również działalność badawczo-rozwojową. Analizowano tam sprzęt i urządzenia potajemnie zakupione za granicą i w tajemnicy przetransportowane do Lipiecka. Piloci testowali karabiny maszynowe i działka, celowniki bombowe czy lusterka wsteczne dla myśliwców. Opracowywano także rozwiązania taktyczne, mające pomóc w prowadzeniu działań powietrznych.
Na początku lat trzydziestych rola centrum zaczęła maleć. Zmieniająca się sytuacja geopolityczna zmniejszyła izolację międzynarodową Republiki Weimarskiej, a coraz mniejszy nadzór państw zachodnich pozwalał na zwiększenie działalności lotniczej na terenie Niemiec. Z kolei strona radziecka nie była zadowolona z faktu, że w centrum używane są konstrukcje z końca lat dwudziestych, co ograniczało ZSRR dostęp do najnowszych technologii lotniczych. Dojście do władzy Hitlera w styczniu 1933 oznaczało odrzucenie jakiejkolwiek współpracy z ideologicznym wrogiem. Było to jednoznaczne z koniecznością zamknięcia wszystkich niemieckich centrów badawczo-szkoleniowych w ZSRR.
Działalność centrum zakończono 15 września 1933, przekazując budynki i większość sprzętu stronie radzieckiej. Personel z Lipiecka kontynuował szkolenie lotnicze w Reichswehrze, a po 1935 stał się podstawą kadry instruktorskiej Luftwaffe.

### Powstanie Luftwaffe

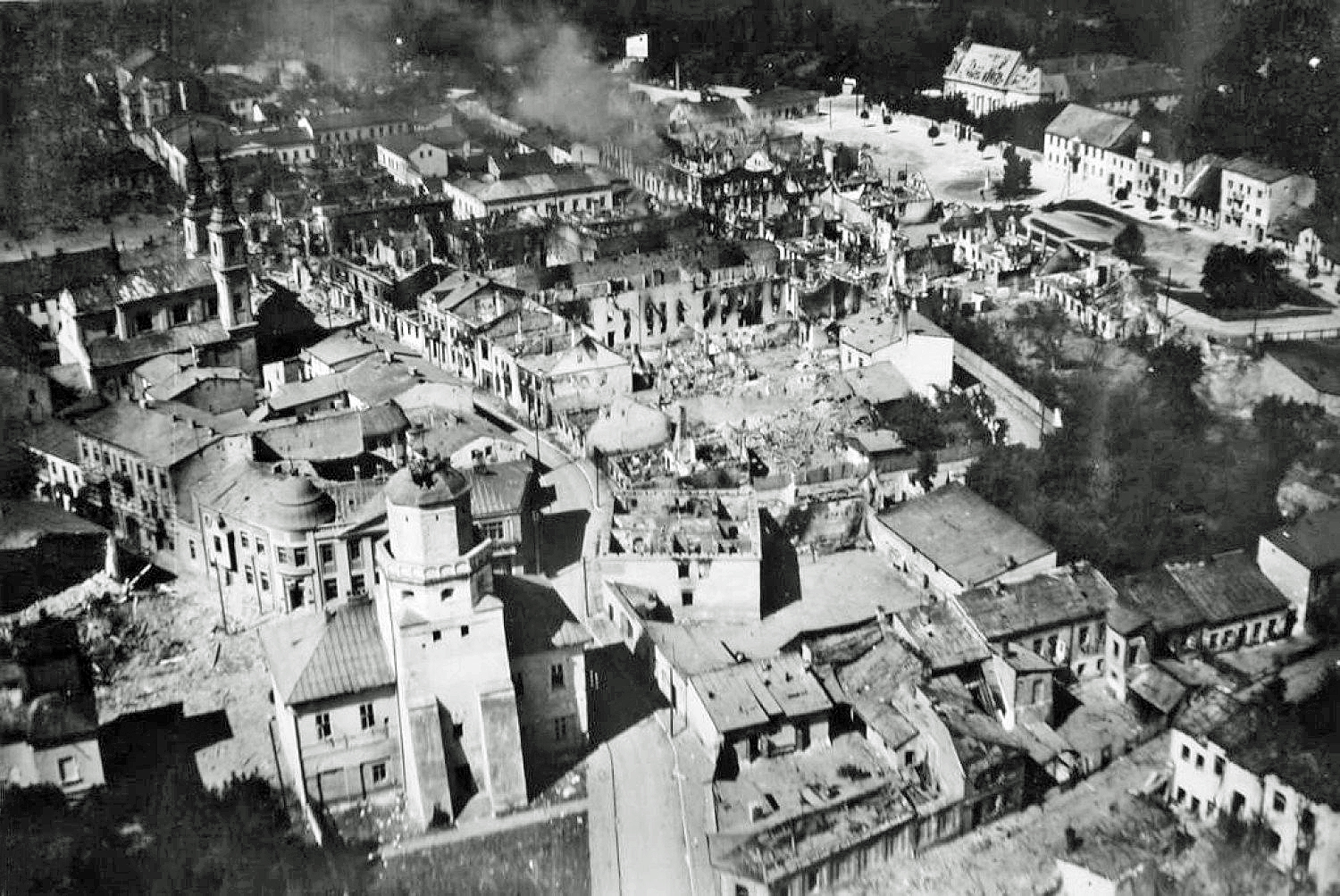
Centrum Wielunia zniszczone przez Luftwaffe w pierwszych godzinach wojny – 1 września 1939

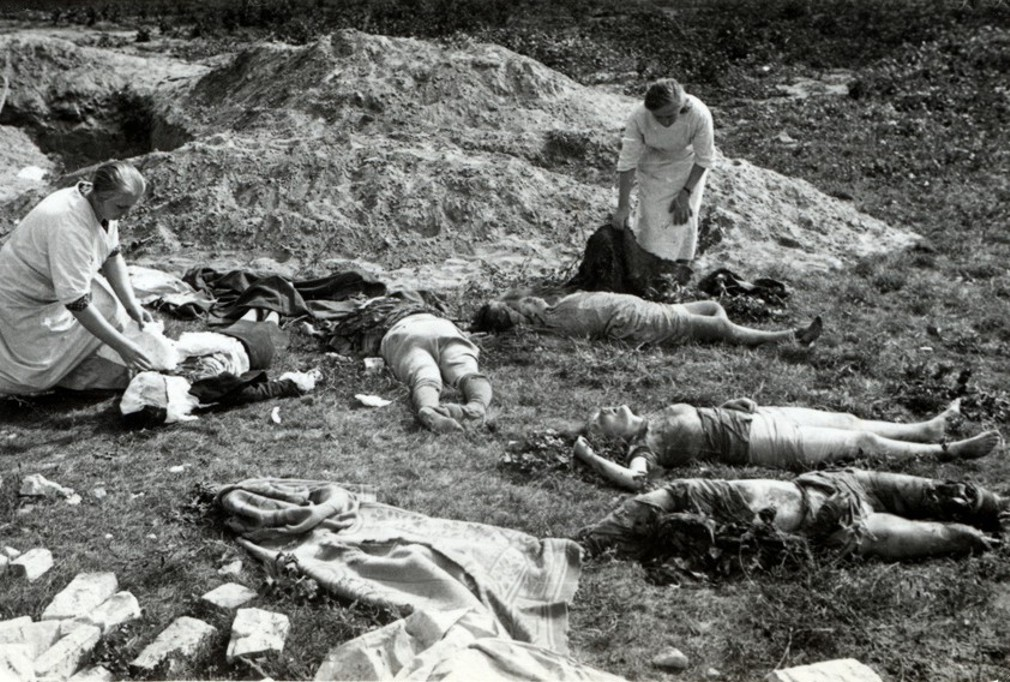
Ofiary ostrzału ludności cywilnej przez Luftwaffe

Kiedy w roku 1933 władzę w Niemczech przejął Hitler, zaczął łamać postanowienia traktatu pokojowego. 26 lutego 1935 kanclerz Rzeszy wydał rozkaz powołujący Luftwaffe do życia, a jej dowódcą został nazistowski działacz oraz były pilot Hermann Göring.
Dzięki zaangażowaniu dużych zasobów niemieckiej gospodarki, siły powietrzne zostały bardzo szybko odbudowane. Taktycy wojskowości opracowali nowe strategie walki powietrznej. Luftwaffe stało się pierwszą armią powietrzną zdolną do wspierania w walce oddziałów lądowych. Było to możliwe dzięki wykorzystaniu lotnictwa szturmowego. Dodatkowo generałowie niemieccy uznali, że siły powietrzne doskonale nadają się do zastraszania wroga poprzez przenoszenie ciężaru walk na dalekie zaplecze przemysłowe wroga (poprzez bombardowanie jego fabryk, węzłów komunikacyjnych, a także zastraszanie ludności cywilnej poprzez możliwość wykonywania nalotów na miasta).

### Legion Kondor
Podczas wojny domowej w Hiszpanii nacjonalista gen. Franco uzyskał poparcie Hitlera. Niemcy wysłali sojusznikom do pomocy Legion Kondor. Od sierpnia 1936 roku rozpoczęto przerzucanie wojsk. W Hiszpanii służyło ponad 100 samolotów oraz 5000 żołnierzy, pod dowództwem Hugo Sperrle. Pierwszy raz wykorzystano Messerschmitta Bf 109 oraz Heinkel He 111. Niemcy doskonalili techniki wojny powietrznej.
26 kwietnia 1937 niemieckie bombowce dokonały zmasowanego nalotu na baskijskie miasto Guernica. Ogłoszono, że zginęło ponad 1000 osób, a 60% miasta legło w gruzach. Bombardowanie to wywołało oburzenie na świecie. Hiszpański malarz Pablo Picasso uwiecznił cierpienia ludności Guerniki w znanym obrazie o tym samym tytule.

### Walki w czasie agresji na Polskę
Na wielką skalę Luftwaffe zaangażowana została dopiero podczas agresji na Polskę w 1939. W dniach 1–10 września w walkach uczestniczyły 1 i 4 Flota Powietrzna, mające do dyspozycji 2093 samoloty. Flotami tymi dowodzili gen. Albert Kesselring i gen. Alexander Löhr. Gdy dowództwo niemieckie zorientowało się o braku zagrożenia od strony Francji do działań bojowych przeciw Polsce skierowało jeszcze część sił 2 i 3 Floty Powietrznej. W tym czasie, Luftwaffe osiągnęła przewagę nad lotnictwem polskim 5:1, natomiast w lotnictwie myśliwskim 3:1. Niemiecki plan zakładał, m.in. zniszczenie lotnictwa polskiego, uniemożlowienie mobilizacji oraz koncentracji wojsk polskich. Luftwaffe miała też za zadanie wspierać działania Wehrmachtu w tym wojsk pancernych i zmotoryzowanych. Piloci niemieccy niszczyli zgrupowania wojsk polskich. Do tego ataki lotnicze na węzły komunikacyjne utrudniały przerzucanie żołnierzy oraz pełną mobilizację. Ważnym elementem techniki wojennej Luftwaffe, jako części tzw. „wojny totalnej”, było atakowanie ludności cywilnej oraz niszczenie miast. Operacją zapowiadającą późniejsze bombardowania celów cywilnych było zbombardowanie Wielunia.
Mimo dużej przewagi ilościowej i technologicznej podczas kampanii wrześniowej Luftwaffe poniosło ciężkie straty sięgające blisko jednej czwartej swoich sił zaangażowanych w operację przeciwko Polsce. Wbrew obiegowym, opartym o propagandę III Rzeszy opiniom, sprzętowe straty Luftwaffe były wyższe niż straty polskiego lotnictwa w okresie operacji wrześniowej.
W czasie niemieckiego ataku na Norwegię, zakończonego całkowitym powodzeniem, Luftwaffe pomimo osiągnięcia pełnego panowania w powietrzu straciła aż 242 samoloty przy zniszczeniu tylko 50 alianckich.

### Luftwaffe w czasie agresji na Francję
Swoją siłę Luftwaffe wykazała podczas agresji na Francję w roku 1940. Samoloty szturmowe stanowiły znaczne wsparcie dla oddziałów pancernych. Koordynacja pomiędzy różnymi rodzajami wojsk była bezprecedensowa w historii sztuki wojennej, dzięki czemu możliwe stało się pokonanie Francji w krótkim czasie.
Do obrony planowano zorganizować z Polaków 4 dywizjony lotnictwa myśliwskiego, 1 dywizjon lotnictwa bombowego i 2 dywizjony lotnictwa rozpoznawczego. Jednak w walkach przeciw Luftwaffe wzięło udział tylko lotnictwo myśliwskie, ponieważ inne jednostki nie uzyskały gotowości bojowej. W sumie polscy piloci wyposażeni w samoloty należące do drugiej klasy bojowej (Morane-Saulnier MS.406 znacznie ustępował Messerschmitt Bf 109) zestrzelili 52 samoloty niemieckie. W obronie Francji poległo 11 polskich pilotów.

### Bitwa o Anglię
Planowaną niemiecką inwazję na Wielką Brytanię poprzedziła tzw. bitwa o Anglię mająca za zadanie m.in. zniszczyć lotnictwo brytyjskie (operacja Adler) i zapewnić Luftwaffe panowanie w powietrzu. Do wsparcia wojsk niemieckich w czasie operacji Lew Morski wyznaczone zostały trzy floty powietrzne Luftwaffe: 2 dowodzona przez Kesselringa, 3 dowodzona przez Sperrlego i 5 dowodzona przez Stumpffa. Razem trzy wspomniane floty liczyły około 2000 samolotów.
Wśród niemieckich samolotów użytych przez Luftwaffe w bitwie o Anglię były: Messerschmitty Me-109 E i Me-110 C, Junkersy Ju-87 B i Ju-88 A-4, Dorniery Do-17 Z i Do-215 B oraz Heinkle He-111 H-3.
Jednak bitwa o Anglię zakończyła pasmo sukcesów Luftwaffe. Niemieckie siły lotnicze nie posiadały ciężkich bombowców dalekiego zasięgu, aby wygrać z Brytyjczykami. W Luftwaffe służyły głównie bombowce taktyczne – Junkers Ju 88, Heinkel He 111 oraz Dornier Do 17, które nie nadawały się do strategicznych bombardowań. Dodatkowo czynniki polityczne doprowadziły do niewłaściwego określenia celów. Przypadek sprawił, że niemieckie samoloty zbombardowały Londyn. Odwet brytyjski nad Berlinem sprawił, że Luftwaffe, zamiast niszczyć brytyjskie lotniska i fabryki samolotów, zaczęła mordować ludność cywilną podczas ogromnych nalotów dywanowych. Szacuje się, że na skutek nalotów Luftwaffe tylko na Londyn zginęło 35 tys. osób (50 tys. było rannych). W czasie tych nalotów, fabryki oraz lotniska brytyjskie dostały cenny czas na odbudowę. Siły RAF uzupełniły swój stan liczbowy i odparły ataki niemieckie. Mimo iż piloci Luftwaffe, tacy jak Werner Mölders osiągali bardzo wysokie liczby potwierdzonych zwycięstw, nie byli w stanie zwalczyć RAF-u, który mając przewagę nad własnym terytorium przy użyciu naziemnych stacji radarowych koordynował swoje działania. Poza tym myśliwce Luftwaffe miały ograniczony zasięg i nad terenem Wielkiej Brytanii mogły przebywać jedynie około 30 minut. We wrześniu 1940 Niemcy stopniowo wycofali się z przestrzeni powietrznej Wielkiej Brytanii i dalsze zmagania kontynuowali w formie sporadycznych nalotów oraz tzw. „wolnych polowań”.
W okresie od końca bitwy o Anglię do rozpoczęcia działań nad Europą zachodnią przez USAAF mówimy o tzw. walce o kanał, czyli o Kanalkampf. W okresie tym Niemcy odnosili duże sukcesy z racji wprowadzenia nowego typu myśliwca – Focke-Wulf Fw 190, który przewyższał myśliwce RAF pod względem prędkości poziomej, prędkości wznoszenia oraz siły uzbrojenia. Innym samolotem wprowadzonym do akcji przez Luftwaffe w tym okresie był Messerschmitt Bf 109 w nowej wersji F. W porównaniu z samolotami wersji E, była ona bardziej dopracowana aerodynamicznie, miała lepiej rozmieszczone uzbrojenie oraz była szybsza i zwrotniejsza.

### Agresja na Grecję i Jugosławię
Luftwaffe w ataku na Grecję i Jugosławię uczestniczyła od 6 kwietnia 1941, a jej działania nawet o 10 min. wyprzedziły przekroczenie granicy Jugosławii i Grecji przez wojska lądowe III Rzeszy. 4 Flota Powietrzna licząca 1320 samolotów dowodzona przez Löhra już w pierwszym dniu wojny wykonała pirackie naloty na stolicę Jugosławii Belgrad w celu sterroryzowania ludności. W kolejnych dniach naloty powtórzono doprowadzając do pożarów i ciężkich strat wśród ludności. W ataku na Grecję, scenariusz był podobny, zaatakowano lotniska i porty. Zniszczeniu uległo m.in. miasto Larisa i port Pireus.

### Luftwaffe w czasie ataku na Związek Radziecki
Do ataku na Związek Radziecki Luftwaffe przygotowała 4 floty powietrzne:
- 1 Flota Powietrzna, dowodzona przez gen. płk. Alfreda Kellera i licząca ponad 1000 samolotów została przydzielona Grupie Armii Północ[18];
- 2 Flota Powietrzna, dowodzona przez feldmarszałka Alberta Kesselringa i licząca 1680 samolotów została przydzielona Grupie Armii Środek;
- 4 Flota Powietrzna, dowodzona przez gen. płk. Alexandra Löhra i licząca ponad 1300 samolotów niemieckich i rumuńskich została przydzielona Grupie Armii Południe;
- 5 Flota Powietrzna, dowodzona przez gen. płk. Hansa Stumpffa i licząca ponad 900 samolotów została przydzielona Armii Norwegia i dwóm armiom fińskim[19].

### Ostatnie lata wojny
Przewaga aliantów w produkcji lotniczej doprowadziła w kolejnych latach do poważnego uszczuplenia sił Luftwaffe. W 1944 roku niemieckie siły lotnicze utraciły panowanie w powietrzu. Mimo iż USAF tracił każdego miesiąca od 100 do 200 samolotów nad terenami III Rzeszy, alianci byli w stanie odrobić straty. Piloci niemieccy latający nawet kilka razy dziennie byli skrajnie wycieńczeni. Pomimo stale rosnącej produkcji (w samym 1944 roku wyprodukowano około 12.000 samych Messerschmittów Bf 109, oraz kilka tysięcy samolotów innych typów), Niemcy mieli coraz większe problemy z zaopatrzeniem w paliwo oraz nowych pilotów. Doprowadziło to pod koniec wojny do sytuacji, w której doświadczeni piloci wykonywali kilka lub kilkanaście lotów dziennie, a młodzi piloci ginęli w przeciągu kilku pierwszych misji.
Na froncie wschodnim lotnictwo niemieckie było znacznie mniej aktywne, niż w początkowym okresie wojny. Przewagę w powietrzu udawało się utrzymać lokalnie, jak np. nad powstańczą Warszawą. Samoloty radzieckie rozpoczęły patrole powietrzne dopiero w połowie września, więc przez większość powstania warszawskiego Luftwaffe mogła bezkarnie wspierać działania oddziałów walczących z oddziałami polskimi.
1 stycznia 1945 roku dowództwo Luftwaffe zdecydowało się na ostatnią, zmasowaną ofensywę lotniczą, operację „Bodenplatte”. Polegała ona na zmasowanym ataku samolotów myśliwskich i szturmowych na alianckie lotniska w Belgii i Holandii. Mimo zniszczenia kilkuset samolotów alianckich, Niemcy poniosły klęskę, tracąc wielu doświadczonych pilotów – na ironię – w dużej mierze poprzez ostrzał własnych jednostek obrony przeciwlotniczej.
Pod koniec wojny Luftwaffe wprowadziła do uzbrojenia wiele nowatorskich typów samolotów. Najbardziej znany jest pierwszy wprowadzony do służby odrzutowiec, Messerschmitt Me 262. Innymi były Arado Ar 234, Messerschmitt Me 163 czy Heinkel He 162. Nie były one jednak w stanie odwrócić sytuacji strategicznej Niemiec.
|                | 1 Flota Powietrzna | 2 Flota Powietrzna              | 3 Flota Powietrzna        | 4 Flota Powietrzna                    | 5 Flota Powietrzna  | 6 Flota Powietrzna | Luftflotte Reich |
| -------------- | ------------------ | ------------------------------- | ------------------------- | ------------------------------------- | ------------------- | ------------------ | ---------------- |
| 1939           | III Rzesza         | III Rzesza                      | III Rzesza                | III Rzesza                            |                     |                    |                  |
| 1942           | Związek Radziecki  | Północna Afryka, Włochy, Grecja | Francja, Holandia, Belgia | Związek Radziecki                     | Norwegia, Finlandia |                    | III Rzesza       |
| 1944           | Bałtyk             | Północne Włochy                 | Francja, Holandia, Belgia | Węgry, Jugosławia, Rumunia, Bułgaria, | Norwegia, Finlandia | Związek Radziecki  | III Rzesza       |
| 1945 (styczeń) | Litwa              | Północne Włochy                 | III Rzesza, Holandia,     | Węgry, Jugosławia,                    | Norwegia,           | Prusy Wschodnie    | III Rzesza       |

### Luftwaffe-Experten
Inaczej niż w większości państw biorących udział w wojnie, Niemcy nie stosowali tytułu asa lotniczego (u aliantów miano asa otrzymywał pilot, który zestrzelił ponad 5 samolotów wroga) używali tytułu „Expert” przysługiwał on każdemu niemieckiemu pilotowi, który zestrzelił 10 samolotów wroga. Najbardziej znani to Erich Hartmann – 352 zestrzelenia (najwyższy wynik wszech czasów), Walter Nowotny – 258 zwycięstw (jako pierwszy w historii przekroczył liczbę zestrzeleń 250 samolotów nieprzyjaciela), Hans-Joachim Marseille – 158 zestrzeleń, gen. Adolf Galland – 104 zestrzelenia, Josef Priller – 101 zestrzeleń.

## Struktura organizacyjna – II wojna światowa

### Dowództwo – poziom strategiczny
- Oberkommando der Luftwaffe;
- Reichsluftfahrtministerium
- Oberbefehlshaber der Luftwaffe (ObdL):
  - Reichsm Hermann Göring, 1 III 1935 – 23 IV 1945
  - GenFeldm Robert von Greim, 25 IV 1945 – 8 V 1945
- Chef der Generalstabes der Luftwaffe:
  - Gen Walther Wever, 1 III 1935 – 3 VI 1936
  - Feldm. Albert Kesselring, 5 VI 1936 – 31 V 1937
  - GenOb Hans-Jürgen Stumpff, 1 VI 1937 – 31 I 1939
  - GenOb Hans Jeschonnek, 1 II 1939 – 19 VIII 1943
  - GenOb Günther Korten, 25 VIII 1943 – 22 VII 1944
  - Gen Werner Kreipe, 1 VIII 1944 – 28 X 1944
  - Gen Karl Koller, 12 XI 1944 – 8 V 1945
- Chef der Luftwaffenführungsstabes:
  - Gen Bernhard Kühl, 1934 – wiosna 1936
  - Gen Wilhelm Mayer, wiosna 1936 – IV 1937
  - Gen Paul Deichmann (tymczasowo), IV 1937 – IX 1937
  - Gen Bernhard Kühl, IX 1937 – 28 II 1939
  - Gen Otto Hoffmann von Waldau, 1 III 1939 – 10 IV 1942
  - GenOb Hans Jeschonnek, 10 IV 1942 – połowa III 1943
  - Gen Rudolf Meister, połowa III 1943 – połowa X 1943
  - Gen Karl Koller, połowa X 1943 – połowa VIII 1944
  - Gen Eckhardt Christian, połowa VIII 1944 – 12 IV 1945
  - Gen Karl Heinz Schulz, 12 IV 1945 – 8 V 1945
- Reichsminister der Luftfahrt:
  - Reichsm Hermann Göring, 30 I 1933 – IV 1945
- Der Staatssekretär der Luftfahrt (rozwiązany VI 1944):
  - GenFeldm Erhard Milch, 22 II 1933 – 20 VI 1944
- Der Generalinspekteur der Luftwaffe (rozwiązany I 1945):
  - GenFeldm Erhard Milch, 24 X 1938 – 7 I 1945
- Der Generalluftzeugmeister (rozwiązany VI 1944):
  - GenOb Ernst Udet, 4 II 1938 – 17 XI 1941
  - GenFeldm Erhard Milch, 19 XI 1941 – 20 VI 1944
- Der Chef der Luftwehr (w Reichsluftfahrtministerium):
  - GenOb Günther Rüdel, 1 I 1940 – XI 1942

### Jednostki lotnicze
Poziom operacyjny:
- Luftflotte – związek operacyjny o różnej strukturze organizacyjnej, złożony z kilku dywizji lub korpusów, operujący na określonym terenie w celu wykonania; podlegają jej jednostki lotnicze wyposażone we wszystkie rodzaje samolotów, baterie przeciwlotnicze, służby zaopatrzeniowe, sztab, administracja:
  - 1 Flota Powietrzna
  - 2 Flota Powietrzna
  - 3 Flota Powietrzna
  - 4 Flota Powietrzna
  - 5 Flota Powietrzna
  - 6 Flota Powietrzna Luftwaffe
  - 10 Flota Powietrzna Luftwaffe
  - Flota Powietrzna Rzeszy

- Fliegerkorps – związek operacyjny wykonujący specjalne zadania; składa się zwykle z kilku Geschwader, a także niezależnych Staffel oraz Kampfgruppen:
  - I Korpus Lotniczy Luftwaffe
  - II Korpus Lotniczy Luftwaffe
  - III Korpus Lotniczy Luftwaffe
  - IV Korpus Lotniczy Luftwaffe
  - V Korpus Lotniczy Luftwaffe
  - VIII Korpus Lotniczy Luftwaffe
  - IX Korpus Lotniczy Luftwaffe
  - X Korpus Lotniczy Luftwaffe
  - XI Korpus Lotniczy Luftwaffe
  - XII Korpus Lotniczy Luftwaffe
  - XIII Korpus Lotniczy Luftwaffe
  - XIV Korpus Lotniczy Luftwaffe
  - Korpus Lotniczy Tunis
  - I Korpus Myśliwski Luftwaffe
  - II Korpus Myśliwski Luftwaffe

- Fliegerführer – dowódca lotniczy, dowodzący jednostkami lotniczymi w miarę potrzeb taktycznych, np. Fliegerführer Atlantik, Fliegerführer Afrika itd.; podporządkowany Fliegerkorps albo Fliegerdivision; w jednostkach myśliwskich – Jagdfliegerführer (Jafü).

Poziom taktyczny:
- Geschwader – samodzielny oddział taktyczny, składający się ze sztabu oraz 3 Gruppe (w czasie wojny niekiedy dodawano 4); dowódca posiadał tytuł Kommodore; jego sztab zwykle obejmował adiutanta, oficera operacyjnego, technicznego, medycznego, wywiadu, nawigacyjnego oraz odpowiedzialnego za łączność.

- Gruppe – podstawowa jednostka taktyczna z punktu widzenia operacyjnego i administracyjnego, składająca się ze sztabu oraz 3 Staffel; dowódca posiadał tytuł Kommandeur; jego sztab zwykle obejmował adiutanta, oficera technicznego i medycznego; były oznaczane przy pomocy liczb rzymskich, np. 1 Gruppe 300 Jagdgeschwader – I./Jg 300.

- Staffel – pododdział taktyczny, składający się z 12 samolotów; dowódca posiadał tytuł Staffelkapitän.

- Schwarm – pododdział taktyczny w jednostkach myśliwskich, złożony z 4 samolotów, podzielonych na 2 Rotte (Formacja czterech palców).

- Kette – pododdział taktyczny w jednostkach bombowców, złożony z 3 samolotów.

### Jednostki naziemne
- Jednostki strzelców spadochronowych:
  - 1 Armia Spadochronowa
  - Korpus Spadochronowo-Pancerny Hermann Göring (Fallschirm-Panzer-Korps Hermann Göring)
  - I Korpus Spadochronowy
  - II Korpus Spadochronowy
- Jednostki polowe:
  - I Korpus Polowy Luftwaffe
  - II Korpus Polowy Luftwaffe
  - III Korpus Polowy Luftwaffe
  - IV Korpus Polowy Luftwaffe
- Jednostki artylerii przeciwlotniczej:
  - I Korpus Flak
  - II Korpus Flak
  - III Korpus Flak
  - IV Korpus Flak
  - V Korpus Flak
  - VI Korpus Flak
  - Korpus Flak do zadań specjalnych
- Jednostki łączności – Luftnachrichtentruppen – zajmowały się oprócz łączności, także obsługą stacji radarowych (Flugmeldemessstellungen) oraz stacji naprowadzania samolotów – system nawigacyjny Y – (Jägerleitstellungen); najwyższą jednostką organizacyjną był pułk (regiment); funkcjonowały na 3 poziomach:
  - technicznym – badania, rozwój, produkcja wyposażenia radiolokacyjnego i radiowego;
  - administracyjnym – Luftgau;
  - operacyjnym – Luftnachrichten-Regiment przydzielano Jagdkorps, Jagddivision, Jagdfliegerführer, a Luftnachrichten-Abteilung – Nachtjagdraumführer
- Jednostki zabezpieczenia
- Jednostki saperów
- Jednostki zaopatrzenia
- Szkoły

### Administracja i zaopatrzenie
Podstawową jednostką były okręgi lotnicze Luftgau, obejmujące początkowo terytorium Rzeszy, a potem również krajów okupowanych. Odpowiedzialne były za kwestie administracyjne, szkolenie, zaopatrzenie i obronę naziemną.

## Wyposażenie (do 1945)

### Myśliwce
Lekkie myśliwce
- Focke-Wulf Fw 190 – 18 000
- Focke-Wulf Ta 152 – 43
- Heinkel He 162 – 320
- Messerschmitt Bf 109 – 30 000
- Messerschmitt Me 163 – 370
- Bachem Ba 349 – 36

Ciężkie myśliwce
- Heinkel He 219 – 300
- Messerschmitt Bf 110 – 6000
- Messerschmitt Me 210 – 90
- Messerschmitt Me 262 – 1430
- Messerschmitt Me 410 – 1200
- Dornier Do 335 – 37

### Bombowce
Bombowce nurkujące i samoloty szturmowe
- Junkers Ju 87 – 6000
- Henschel Hs 123 – 220
- Henschel Hs 129 – 800

Średnie bombowce
- Arado Ar 234 – 210
- Dornier Do 17 – 2000
- Dornier Do 215 – 105
- Dornier Do 217 – 1730
- Heinkel He 111 – 6000
- Junkers Ju 86 – 40
- Junkers Ju 88 – 15 000
- Junkers Ju 188 – 1200
- Junkers Ju 288

Ciężkie bombowce
- Focke-Wulf Fw 200 – 200
- Heinkel He 177 – 1169
- Junkers Ju 390 – 3

### Samoloty rozpoznawcze
- Fieseler Fi 156 Storch
- Arado Ar 234
- Blohm & Voss Bv 141
- Focke-Wulf Fw 189
- Focke-Wulf Fw 200
- Henschel Hs 126
- Junkers Ju 86 P
- Junkers Ju 90
- Junkers Ju 290

### Transportowce
Samoloty transportowe
- Arado Ar 232
- Focke-Wulf Fw 200
- Gotha Go 244
- Junkers Ju 52
- Junkers Ju 90
- Junkers Ju 252
- Junkers Ju 352
- Messerschmitt Me 323 Gigant
- Siebel Si 204
- Siebel Fh 104

Szybowce
- DFS 230
- Junkers Ju 322
- Gotha Go 242
- Messerschmitt Me 321 Gigant

### Samoloty specjalne
- Heinkel He 111Z

### Samoloty szkolne i łącznikowe
- Arado Ar 96
- Fieseler Fi 156 Storch
- Focke-Wulf Fw 44
- Focke-Wulf Fw 56
- Gotha Go 145
- Messerschmitt Bf 108
- Bücker Bü 181
- Klemm Kl 35

### Samoloty Kriegsmarine
Wodnosamoloty
- Arado Ar 196
- Blohm & Voss Ha 139
- Heinkel He 60
- Heinkel He 114
- Heinkel He 115

Łodzie latające
- Blohm & Voss Bv 138
- Blohm & Voss Bv 222
- Dornier Do 18
- Dornier Do 24
- Dornier Do 26

Samoloty bojowe
- Arado Ar 96 T
- Arado Ar 197
- Fieseler Fi 167
- Henschel Hs 123
- Junkers Ju 87 C
- Messerschmitt Bf 109 T

### Śmigłowce
- Flettner Fl 265
- Flettner Fl 282
- Focke-Wulf Fw 61
- Focke-Achgelis Fa 223

Wiatrakowce
- Flettner Fl 185
- Focke-Achgelis Fa 330

## Czasy powojenne
Początkowo okupowane Niemcy używały samolotów do transportu rannych. Oficjalnie Luftwaffe rozwiązano ze względu na demilitaryzację. Przed odtworzeniem Luftwaffe funkcję niemieckich sił powietrznych pełniły dywizjony lotnictwa państw okupujących. Po wojnie w NRD i RFN utworzono nowe siły powietrzne. Ich rozwój był głównie podporządkowany zimnej wojnie. Zachodnie siły powietrzne zostały powołane do życia w roku 1955. Niemcy z obu stron Muru Berlińskiego wykorzystywali samoloty zaprojektowane przez obie strony zimnej wojny. W 1989 roku Luftwaffe składało się z 12 skrzydeł myśliwsko-bombowych (JBG) z 9 eskadrami Tornado, 4 eskadrami F-4F i 6 eskadrami Alpha Jetów, dwóch skrzydeł myśliwskich (JG) z 4 eskadrami F-4F oraz dwóch skrzydeł rozpoznawczych (AG) z 4 eskadrami RF-4E. Oprócz nich w barwach dwóch skrzydeł Bundesmarine latały cztery eskadry Tornado. Chociaż F-104 Starfighters przestały pełnić służbę w 1987, ostatnie egzemplarze latały w celu uzyskania nalotów w okresie przejściowym. Do 1989 roku zdemobilizowano dwie jednostki uzbrojone uprzednio w pociski balistyczne MGM-31A Pershing I. W latach 1991–1996 110 ze 175 samolotów F-4F Phantom II przeszło modernizację Improved Combat Efficency (ICE), skupiającą się na wymianie awioniki, montażu radaru Hughes AN/APG-65 i integracji z pociskami AIM-120 AMRAAM, ostatnie Phantomy pożegnano 29 czerwca 2013. W 2011 Luftwaffe posiadały około 24 baterii przeciwlotniczych systemu MIM-104 Patriot. W 2012 i 2013 wycofano dwa z trzech batalionów, które eksploatowały ten system, pozostawiając 14 baterii.
W 2004 Luftwaffe odstąpiła Polsce 23 samoloty MiG-29 za symboliczne 1 € (za sztukę). Fizycznie przekazano tylko 22 sztuki, jedną pozostawiono w RFN jako pomnik. Były to ostatnie z samolotów tego typu, które zachowały się do tego czasu po armii byłej NRD.
W 2004 roku wprowadzony do służby został samolot Eurofighter Typhoon. Zamówiono ogółem 180 sztuk z czego pierwsze 44 otrzymano do 2006 roku, a kolejne 65 do 2010 i 2015. Ich zadaniem było zastąpienie samolotów F-4 Phantom II.

### Organizacja
| div | Baza (Fliegerhorst) | Jednostka                                 | Sprzęt                            | Kod ICAO | Rok  | Miasto               | Land                          |
| --- | ------------------- | ----------------------------------------- | --------------------------------- | -------- | ---- | -------------------- | ----------------------------- |
| 1   | Berlin-Tegel        | Flugbereitschaft BMVg                     | A340, A319CJ, Global 5000, AS-532 | EDDT     | 1948 | Berlin               | Berlin                        |
| 1   | Kolonia/Bonn        | Flugbereitschaft BMVg                     | A310 MRTT                         | EDDK     | 1938 | Kolonia              | Nadrenia Północna-Westfalia   |
| 2   | Büchel              | Jagdbombergeschwader 33 (JaboG 33)        | Tornado IDS                       | ETSB     | 1955 | Büchel               | Nadrenia-Palatynat            |
|     | Erding              | Waffensystemunterstützungszentrum 1       |                                   | ETSE     | 1935 | Erding               | Bawaria                       |
| 4   | Hohn*               | Lufttransportgeschwader 63 (LTG 63)       | C-160                             | ETNH     |      | Hohn                 | Szlezwik-Holsztyn             |
| 2   | Holzdorf            | Hubschraubergeschwader 64 (HSG 64)        | CH-53                             | ETSH     | 1974 | Jessen               | Saksonia-Anhalt               |
|     | Jever*              | Objektschutz                              |                                   | ETNJ     | 1936 | Schortens            | Dolna Saksonia                |
| 1   | Penzing             | Lufttransportgeschwader 61 (LTG 61)       | C-160                             | ETSA     | 1935 | Landsberg            | Bawaria                       |
| 1   | Lechfeld            | Jagdbombergeschwader 32 (JaboG 32)        | Tornado IDS/ECR                   | ETSL     | 1912 | Klosterlechfeld      | Bawaria                       |
| 1   | Neuburg             | Jagdgeschwader 74 (JG 74)                 | Eurofighter                       | ETSN     | 1960 | Neuburg an der Donau | Bawaria                       |
| 2   | Nörvenich           | Jagdbombergeschwader 31 (JaboG 31)        | Eurofighter                       | ETNN     | 1954 | Nörvenich            | Nadrenia Północna-Westfalia   |
| 2   | Rostock-Laage       | Jagdgeschwader 73 (JG 73)                 | Eurofighter                       | ETNL     | 1984 | Laage                | Meklemburgia-Pomorze Przednie |
| 4   | Schleswig           | Aufklärungsgeschwader 51 (AG 51)          | Tornado RECCE, Heron              | ETNS     | 1958 | Szlezwik             | Szlezwik-Holsztyn             |
| 4   | Wittmundhafen       | Jagdgeschwader 71 (JG 71)                 | Eurofighter                       | ETNT     | 1951 | Wittmund             | Dolna Saksonia                |
| 1   | Wunstorf            | Lufttransportgeschwader 62 (LTG 62)       | C-160, A400M                      | ETNW     | 1936 | Wunstorf             | Dolna Saksonia                |
| 4   | Leck Husum          | Flugabwehrraketengeschwader 1 (FlaRakG 1) | MIM-104                           |          | 1959 | Leck Husum           | Szlezwik-Holsztyn             |

* – Bazy przeznaczone do likwidacji.

### Wyposażenie

#### Obecne
| Zdjęcie                                     | Samolot                     | Producent                                     | Typ                                                   | Wersja                    | Liczba sztuk        | Uwagi               |
| Samoloty myśliwskie                         | Samoloty myśliwskie         | Samoloty myśliwskie                           | Samoloty myśliwskie                                   | Samoloty myśliwskie       | Samoloty myśliwskie | Samoloty myśliwskie |
| ------------------------------------------- | --------------------------- | --------------------------------------------- | ----------------------------------------------------- | ------------------------- | ------------------- | ------------------- |
|                                             | Eurofighter Typhoon         | Wielka Brytania · Niemcy · Włochy · Hiszpania | Myśliwiec wielozadaniowy                              | EF-2000EF-2000T           | 10124               |                     |
|                                             | Panavia Tornado             | Wielka Brytania · Niemcy · Włochy             | Myśliwiec szturmowyWalka elektroniczna/SEADTreningowy | IDSECRIDS                 | 57297               |                     |
|                                             |                             |                                               |                                                       |                           | 218                 |                     |
| Samoloty transportowe i Powietrzne tankowce |                             |                                               |                                                       |                           |                     |                     |
|                                             | Bombardier Global Express   | Kanada                                        | Transport VIP                                         | Global Express 5000       | 4                   |                     |
|                                             | Airbus A319                 | Niemcy                                        | Transport VIP                                         | Airbus A319-115CJ         | 2                   |                     |
|                                             | Airbus A321                 | Niemcy                                        | Transport VIP                                         |                           | 0                   | Zamówiono jeden.    |
|                                             | Airbus A340                 | Francja                                       | Transport VIP                                         | A340-313X VIP             | 2                   |                     |
|                                             | Airbus A310 MRTT            | Francja                                       | Transportowy/MEDEVACTransportowy/Tankowiec            | A310-304 PAXA310-304 MRTT | 14                  |                     |
|                                             | Airbus A400M                | Hiszpania                                     | Transportowy                                          | A400M                     | 14                  |                     |
|                                             | Transall C-160              | Niemcy                                        | Transportowy                                          | C-160D                    | 34                  |                     |
|                                             |                             |                                               |                                                       |                           | 58                  |                     |
| Samoloty szkolno-treningowe                 |                             |                                               |                                                       |                           |                     |                     |
|                                             | Beechcraft T-6 Texan II     | Stany Zjednoczone                             | szkolenie podstawowe                                  | T-6A                      | 69                  |                     |
|                                             | Northrop T-38 Talon         | Stany Zjednoczone                             | szkolenie zaawansowane                                | T-38A                     | 35                  |                     |
|                                             | Grob G-120A                 | Niemcy                                        | szkolenie wstępne                                     | G-120A                    | 6                   |                     |
|                                             |                             |                                               |                                                       |                           | 110                 |                     |
| Śmigłowce                                   |                             |                                               |                                                       |                           |                     |                     |
|                                             | Sikorsky CH-53 Sea Stallion | Stany Zjednoczone · Niemcy                    | Ciężki śmigłowiec transportowy/CSAR                   | CH-53G CH-53GS/GE CH-53GA | 38 25 1             |                     |
|                                             | Eurocopter Cougar           | Francja                                       | Śmigłowiec VIP                                        | AS532U2                   | 3                   |                     |
|                                             |                             |                                               |                                                       |                           | 67                  |                     |
| Inne                                        |                             |                                               |                                                       |                           |                     |                     |
|                                             | RQ-4 Global Hawk            | Stany Zjednoczone · Niemcy                    | Strategiczny BSL                                      | RQ-4B Block 20 EuroHawk   | 1                   |                     |
|                                             | IAI Heron                   | Izrael                                        | Taktyczny BSL                                         |                           | 3                   |                     |
|                                             |                             |                                               |                                                       |                           | 4                   |                     |
| Suma                                        |                             |                                               |                                                       |                           |                     |                     |
|                                             |                             |                                               |                                                       |                           | 447                 |                     |

#### Historyczne (po 1956)
Myśliwce/Myśliwsko-bombowe

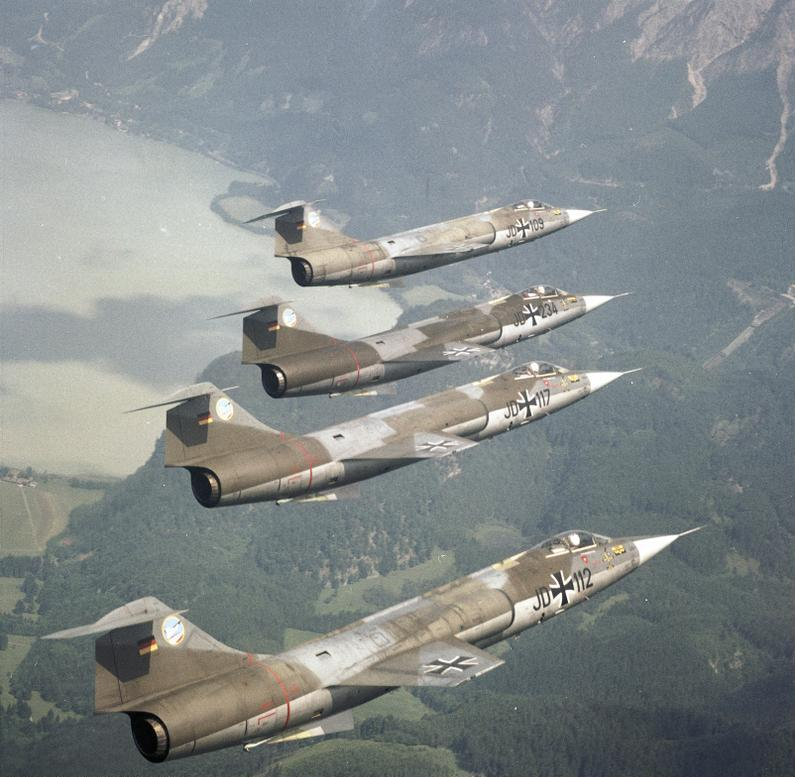
Lockheedy F-104G Starfightery w 1965

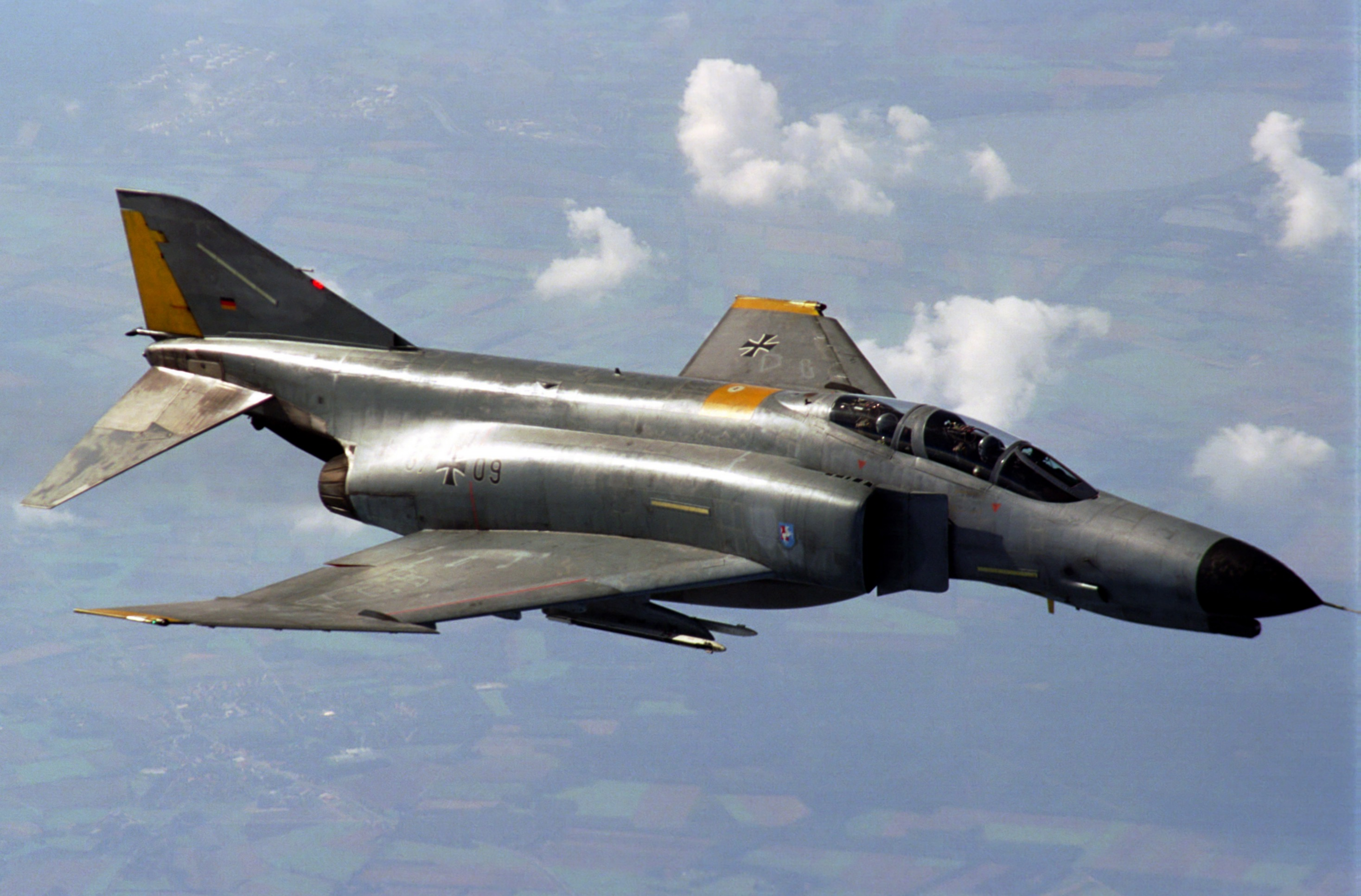
McDonnell Douglas F-4F ICE w 1997

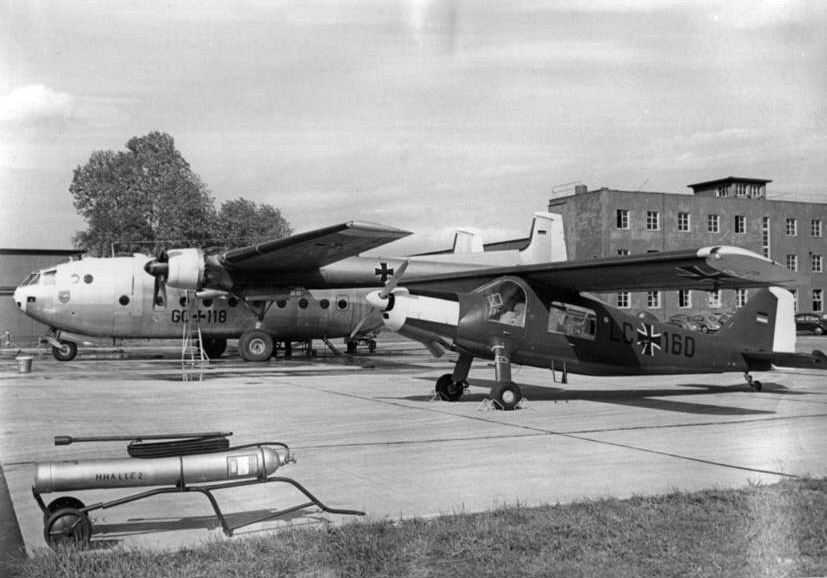
Nord Noratlas i Dornier Do 27 w 1960

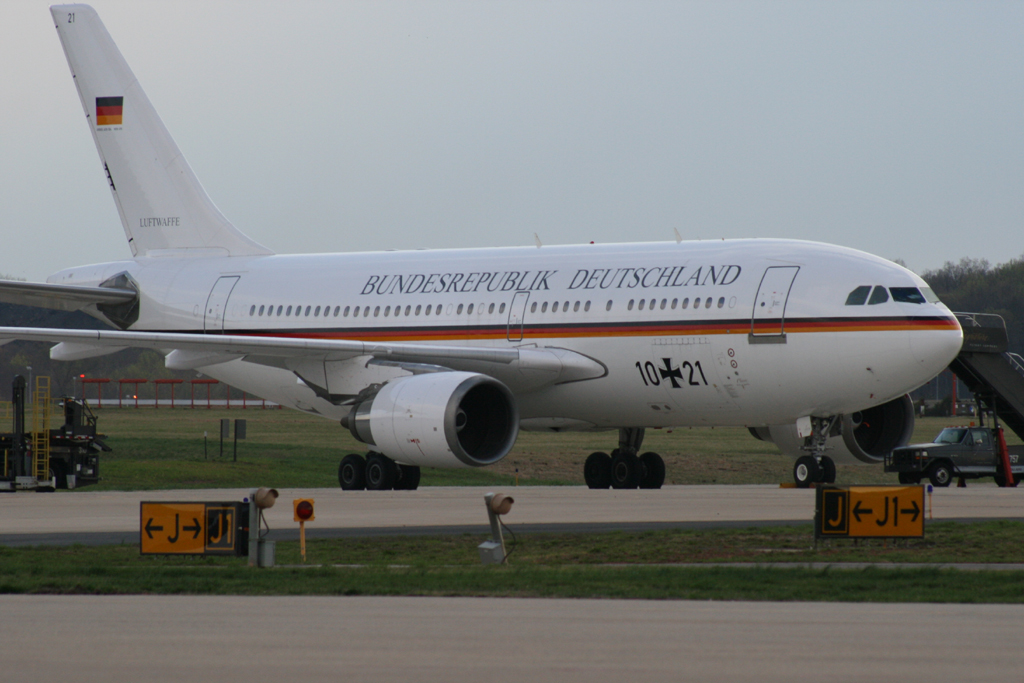
Airbus A310 VIP

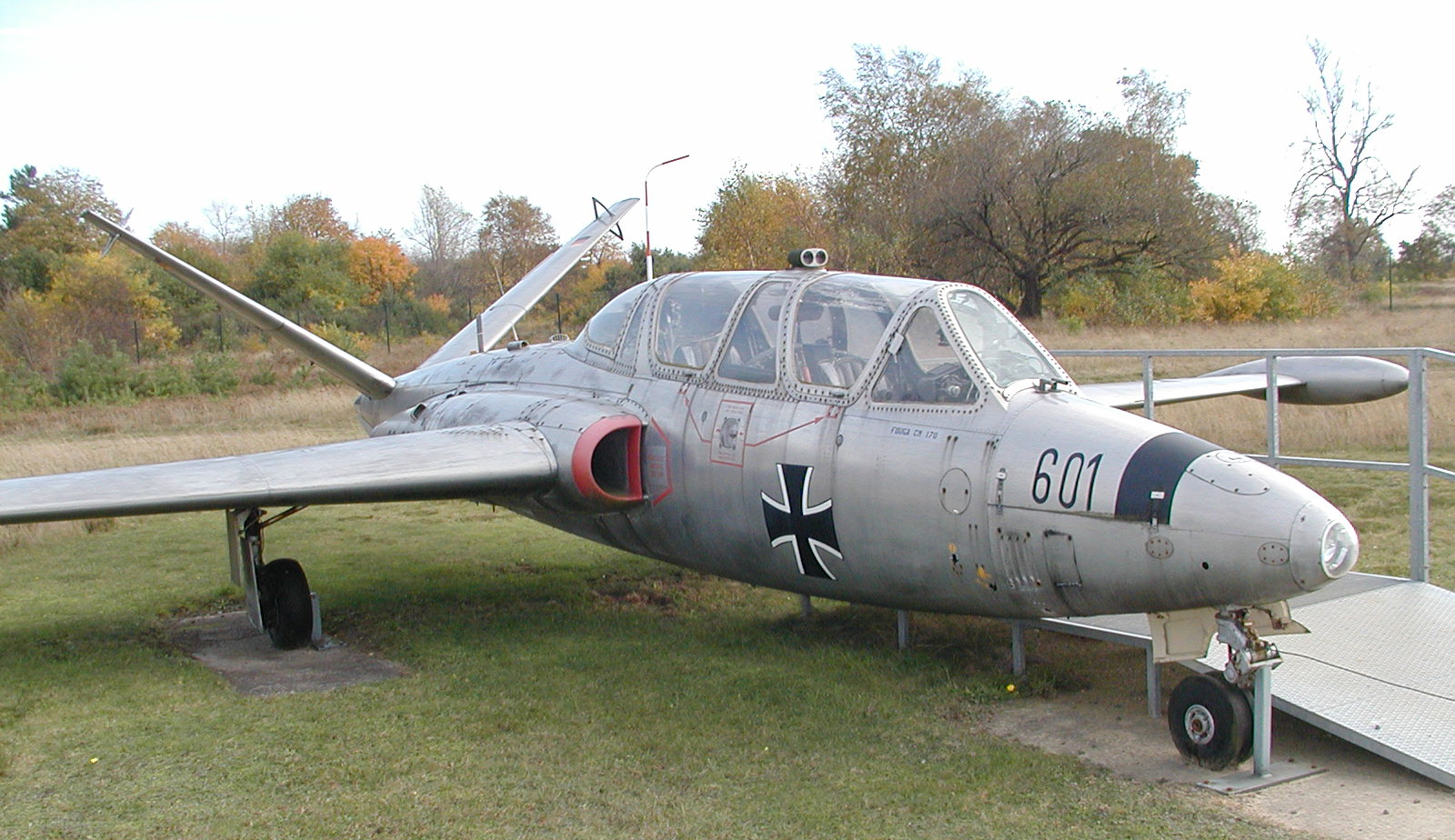
Fouga CM.170R Magister

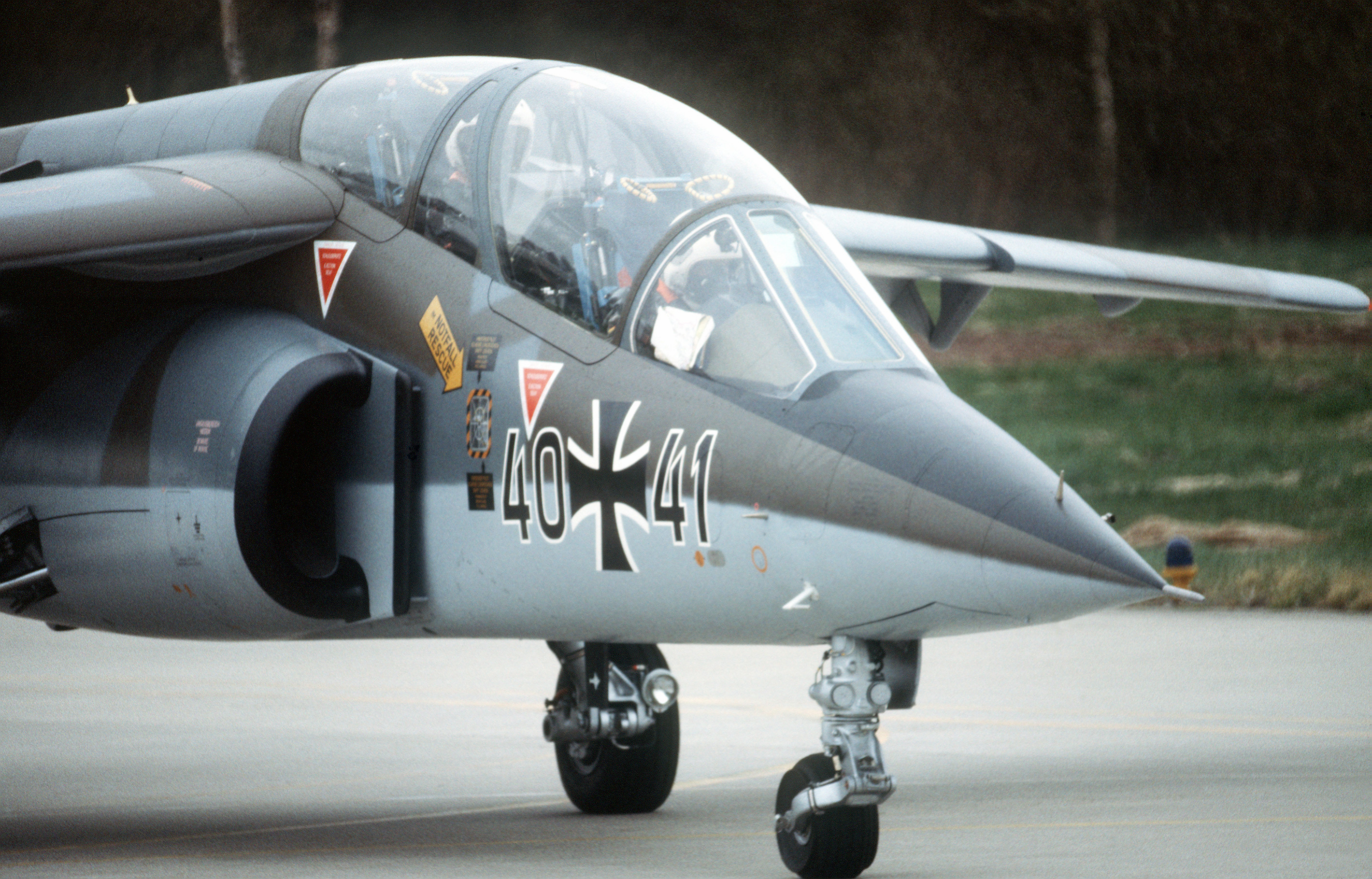
Dornier Alpha Jet A

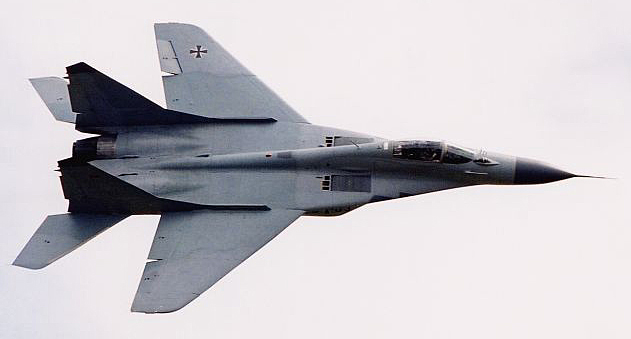
Jeden z samolotów MiG-29 w barwach Bundeswehry przed przekazaniem Polsce

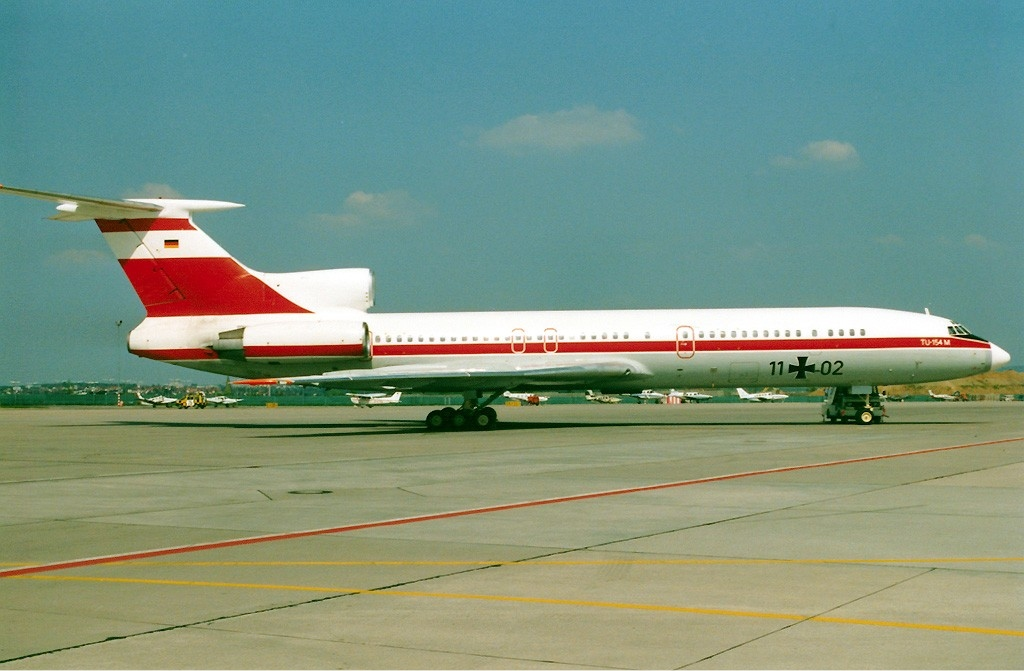
Tu-154M Luftwaffe w 1993

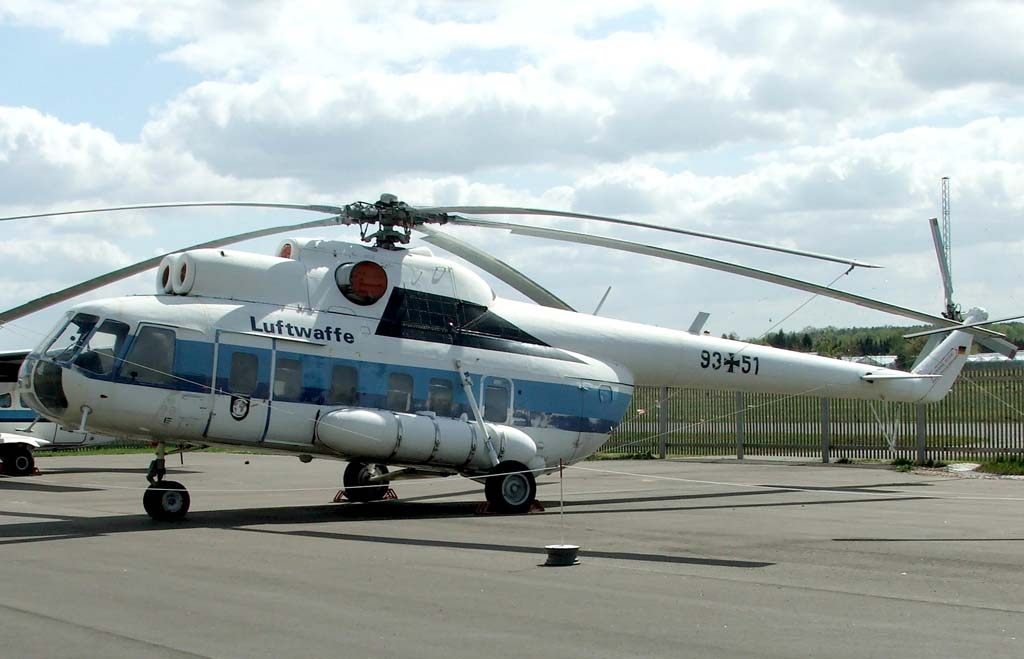
Mil Mi-8

- Republic F-84F Thunderstreak – 450 w latach 1956–1967
- Canadair CL-13A Sabre Mk.5/Mk.6 – 75/225 w latach 1958–1964 (ostatnie do 1983)
- Fiat F-86K Sabre – 88 w latach 1959–1966
- Fiat G.91R/3 Gina – 294 w latach 1960–1982
- Lockheed F-104G Starfighter – 586 w latach 1961–1991 (także w Marine)
- Fiat G.91R/4 Gina – 50 w latach 1964–1966
- McDonnell Douglas F-4F Phantom II – 175 w latach 1973–2013
- Panavia Tornado – 324 IDS i 35 ECR od 1980 (do 2005 także w Marine)
- Mikojan MiG-29G/GT – 24 w latach 1990–2004

Myśliwce rozpoznawcze
- Republic RF-84F Thunderflash – 108 w latach 1958–1966
- Lockheed RF-104G Starfighter – 163 w latach 1963–1986
- McDonnell Douglas RF-4E Phantom II – 88 w latach 1971–1994

Myśliwce treningowe
- Lockheed F-104F Starfighter – 30 w latach 1960–1971
- Fiat G.91T/3 – 66 w latach 1961–1982
- Lockheed TF-104G Starfighter – 137 w latach 1963–1989
- McDonnell Douglas F-4E Phantom II – 10 w latach 1977–1999

Transportowe/użytkowe
- Nord Aviation N.2501/2501D Noratlas – 186 w latach 1956–1971
- Douglas C-47D Skytrain – 20 w latach 1957–1976
- Hunting Percival P-66 Pembroke C Mk.54 – 33 w latach 1957–1975
- Dornier Do 27A – 322 w latach 1957–1980 (także w Heer i Marine)
- De Havilland DH.114 Heron 2D – 2 w latach 1957–1963 (VIP)
- Convair CV 340/CV 440 Metropolitan – 6(1/5) w latach 1959–1974
- Dornier Do 28A/B – 121 w latach 1961–1976 (także w Marine)
- Douglas DC-6B Liftmaster – 4 w latach 1962–1969
- Lockheed C-140 Jetstar – 4 w latach 1962–1986 (VIP)
- Transall C-160D – 110 od 1968
- Boeing 707-307C – 4 w latach 1968–1999 (VIP)
- HFB 320 Hansa – 8 w latach 1976–1988 (VIP)
- Fokker VFW 614 – 3 w latach 1977–1998 (VIP)
- Canadair CL-601 Challenger – 7 w latach 1986–2011 (VIP)
- Airbus A310-304 VIP/PAX – 2 w latach 1991–2011 (VIP)

Szkolne
- Piper PA-18 Super Cub – 40 w latach 1956–1965
- CCF Harvard MkmIV (T-6 Texan) – 135 w latach 1956–1966
- Lockheed T-33A Shooting Star – 192 w latach 1956–1976
- Dornier Do 27B – 106 w latach 1957–1980 (także w Heer i Marine)
- Piaggio P.149D/Focke-Wulf FWP.149D – 266 w latach 1957–1990 (także w Marine)
- Fouga CM.170 Magister – 250 w latach 1957–1969
- Pützer Elster B – 24 w latach 1960–1978
- Cessna T-37 Tweet – 47 w latach 1967–2009 (malowanie USAF)
- Northrop T-38 Talon – 46 od 1968 (malowanie USAF)
- North American Rockwell OV-10B/BZ Bronco – 18 od 1970 (do holowania celów)
- HFB 320 Hansa ECM – 8 w latach 1977–1994 (VIP)
- Dassault/Dornier Alpha Jet – 175 w latach 1979–1997

Śmigłowce
- Agusta Bell 47 G-2 – 45 w latach 1957–1974 (także w Heer)
- Bristol 171 Sycamore Mk.52 – 50 w latach 1957–1969 (także w Marine)
- Boeing Vertol H-21C Workhorse – 32 w latach 1957–1971 (także w Heer)
- Sikorsky H-34 Choctaw – 191 w latach 1957–1971 (także w Heer i Marine)
- Sikorsky S-64 Skycrane – 2 w latach 1963–1968 (także w Heer)
- Bell UH-1D Iroquois – 352 w latach 1967–2013 (także w Heer)
- NHI NH90 – 4 w latach 2010[24]–2012 (do Heer)

#### Luftstreitkräfte (Siły Powietrzne NRD) w 1989
Myśliwce/Myśliwsko-bombowe
- MiG-21 – 251
- MiG-23ML – 47
- MiG-23BN – 18
- MiG-29 – 24 (w Luftwaffe do 2004)
- Su-22 – 54

Treningowe
- Aero L-39 Albatros – 52
- Zlín Z-43 – 12

Transportowe/użytkowe
- An-2 – 18
- An-26 – 12 (w Luftwaffe do 1994)
- Ił-62 – 3 (w Luftwaffe do 1993)
- Tu-134 – 3 (w Luftwaffe do 1992)
- Tu-154 – 2 (w Luftwaffe do 1997)
- Let L-410 Turbolet – 12 (w Luftwaffe do 2000)

Śmigłowce
- Mi-2 – 25
- Mi-8 – 98 (w Luftwaffe, Heer i Marine do 1997)
- Mi-24 – 51 (w Heer do 1993)
- Mi-14 – 14